# Torres Obispado
Torres Obispado (T.OP) es un complejo mixto ubicado en la ciudad de Monterrey, Nuevo León, México. Actualmente el T.OP comercial es el edificio más alto de México y Latinoamerica con 305 metros de altura.  Compuesto de una base y dos rascacielos. Uno es comercial, destinado a hotel y oficinas, y el otro es residencial. Comparten una estructura en su base para estacionamiento, y en el primer nivel se encuentra un área comercial. 
El complejo se encuentra en la colonia Obispado, al sur del Cerro del Obispado. Está ubicado entre las avenidas Hidalgo y Constitución, y cuenta con acceso y salidas desde ambas vías.
En cuanto a características, cuenta con la Certificación LEED Gold, que reconoce su diseño y construcción sustentable.

## Descripción

### Torre Obispado
Otros nombres: T.OP Comercial, T.Op Corporativo
La torre comercial del complejo cuenta con 62 niveles y una altura de 305 metros. En su interior, encontramos el Hotel Hilton Garden en 8 pisos y la empresa WeWork en 9 pisos. Además, la torre cuenta con 42 pisos destinados exclusivamente a oficinas.

### Torre 2
Otros nombres: T.OP Residencial, T.Op Departamentos
La torre residencial del complejo cuenta con 42 niveles y una altura de 156 metros. Contiene 175 departamentos, 12 residencias y 4 penthouse; tiene departamentos de hasta 315 m², alberca, áreas verdes, asadores, juegos infantiles, sky gym, sky lounge y sky bar. 

### Base
La estructura en la base de las torres cuenta con 12 niveles de estacionamiento. En el primer nivel se encuentra un área comercial con diversos negocios y servicios. Además, cuenta con accesos y salidas tanto hacia la avenida Hidalgo como hacia la avenida Constitución.

## Galería

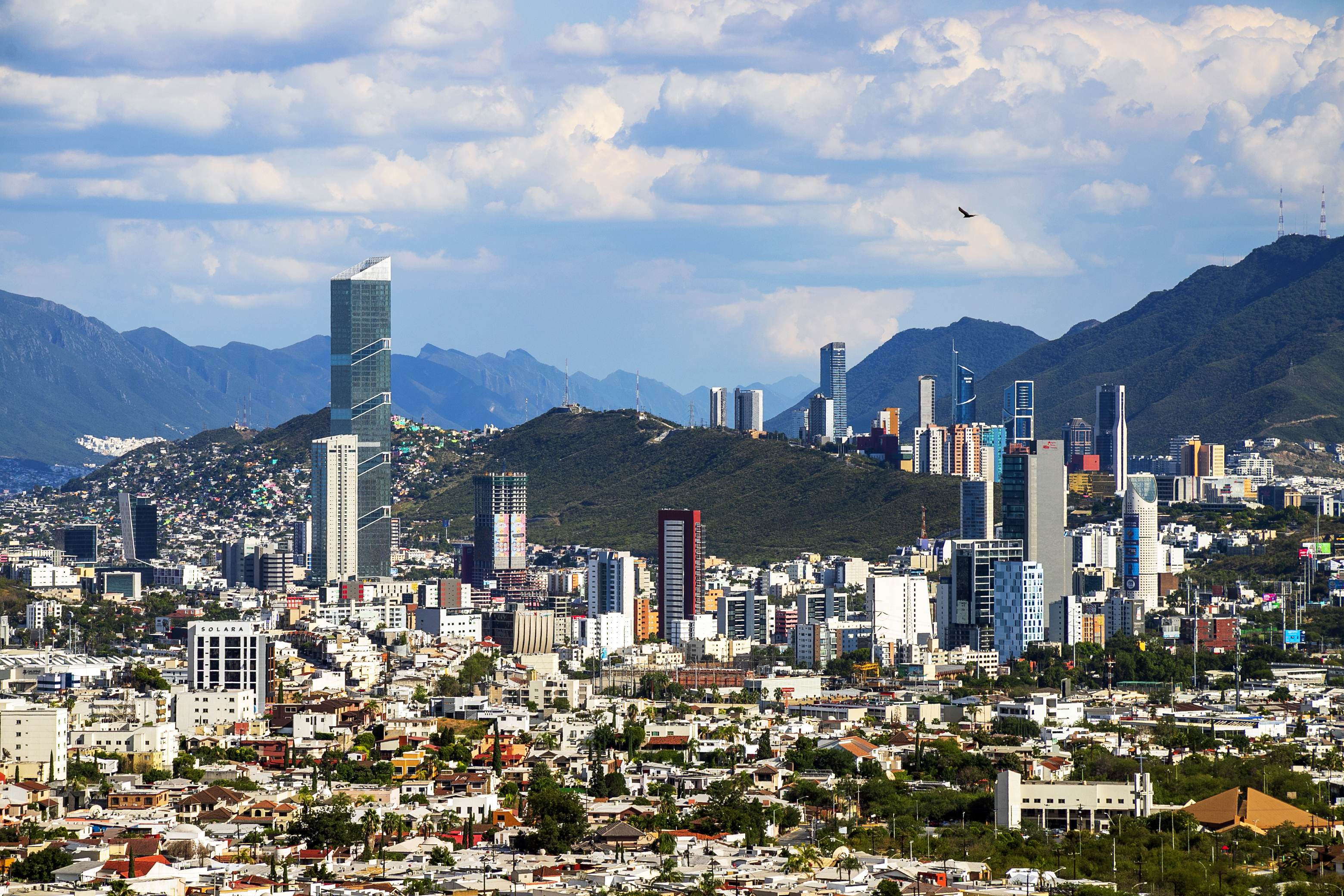
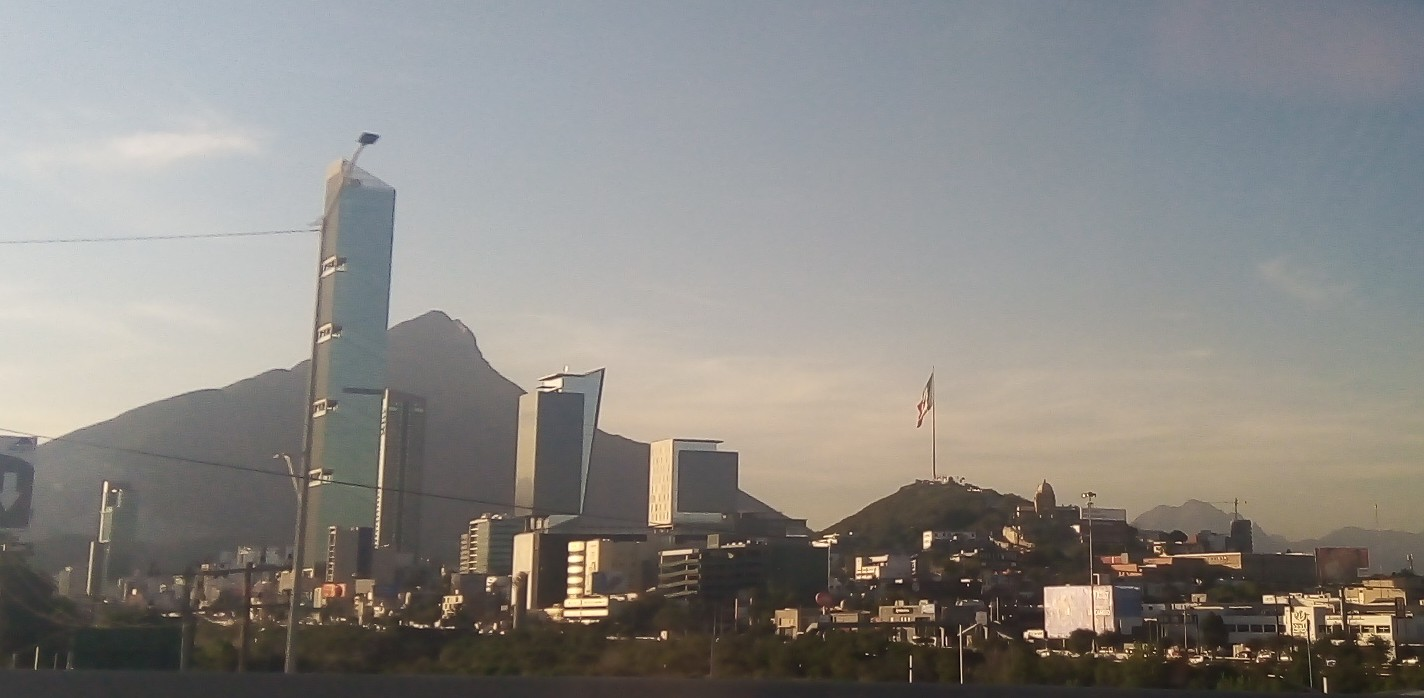